# Jackson (Nova Jersey)
El municipi de Jackson (en idioma anglès: Jackson Township) és un municipi situat en el comtat d'Ocean en l'estat nord-americà de Nova Jersey. L'any 2010 tenia 54,856 habitants i una densitat poblacional de 210 persones per km².
Segons l'Oficina del Cens el 2000 els ingressos mitjans per llar en el municipi eren de $65,218 i els ingressos mitjans per família eren $71,045. Els homes tenien uns ingressos mitjans de $51,276 enfront dels $33,882 per a les dones. La renda per capita per la localitat era de $23,981. Al voltant del 3.7% de la població estava per sota del llindar de pobresa.